# Rhynchostegiopsis tunguraguana
Rhynchostegiopsis tunguraguana là một loài Rêu trong họ Leucomiaceae. Loài này được (Mitt.) Broth. mô tả khoa học đầu tiên năm 1909.